# Empoasca xerophila
Empoasca xerophila är en insektsart som beskrevs av Paul W. Oman och Wheeler 1938. Empoasca xerophila ingår i släktet Empoasca och familjen dvärgstritar. Inga underarter finns listade i Catalogue of Life.